# Grevilleasläktet
Grevilleasläktet (Grevillea) är ett släkte med omkring 250 arter i familjen proteaväxter. Grevilleasläktet består av  städsegröna buskar och träd och de flesta arterna kommer ursprungligen från Australien. Några arter kommer från Nya Guinea och Nya Kaledonien.
Blommorna är små och sitter tätt samlade i ax eller huvuden. Stiften är mycket långa och till en början böjda men rätas senare ut. Blommorna är rika på nektar och drar bland annat till sig fåglar. Bladen är vanligen djupt parflikiga.
Det har tagits fram hundratals Grevillea-hybrider, eftersom de är populära prydnadsväxter.
Grevilleasläktet trivs bäst i väldränerad, ganska torr jord och i direkt solsken. De förökas med frön eller sticklingar som tas på sensommaren. Vissa arter kan förökas genom ympning.